# Телятьево (Московская область)
Телятьево — деревня в Можайском районе Московской области, в составе Сельского поселения Борисовское. Численность постоянного населения по Всероссийской переписи 2010 года — 7 человек, в деревне числится 1 улица Новая. До 2006 года Телятьево входило в состав Борисовского сельского округа.
Деревня расположена в южной части района, примерно в 14 км к югу от Можайска, на левом берегу реки Протвы, высота центра над уровнем моря 182 м. Ближайшие населённые пункты — Кикино на противоположном берегу реки и Судаково на юго-восток.